# Gentleman 2.0
 (mars 2022).
Albums de Dadju
Indéfini (album) Poison ou Antidote
(2019)
Singles
1. Reine
Sortie : 5 mai 2017
2. Gentleman 2.0
Sortie : 22 octobre 2017
3. Ma fierté (feat. Maître Gims & Alonzo)
Sortie : 27 octobre 2017
4. Intuition
Sortie : 10 novembre 2017
5. Comme si de rien n'était
Sortie : 17 novembre 2017
6. Seconde chance
Sortie : 24 novembre 2017
7. Sous contrôle (feat. Niska)
Sortie : 21 janvier 2018
8. Bob Marley
Sortie : 7 mars 2018
9. Django (feat. Franglish)
Sortie : 11 mai 2018
10. Par amour (feat. Gims)
Sortie : 4 août 2018
11. Déjà donné
Sortie : 4 août 2018
12. Lionne
Sortie : 29 août 2018

Gentleman 2.0 est le premier album studio du chanteur français Dadju, sorti le 24 novembre 2017 chez le label Polydor.
Une réédition de l'album est sortie le 5 octobre 2018.

## Genèse
En 2017, Dadju sort, sur Instagram puis sur YouTube, une série de clips vidéo s'intitulant G 2.0 Live, des morceaux pour faire la promotion de son futur album, Gentleman 2.0. Le premier titre du nom, intitulé Reine, est celui qui plaît le plus aux fans. Ces derniers réclament alors une version complète sortie en avril 2017. Détrônant les hits du moment, Reine se hisse à la première place du Top iTunes, jusqu'à obtenir un single de diamant ainsi que plus de cent millions de vues sur YouTube en février 2018.
Le 22 octobre 2017, Dadju sort le dernier G20Live, qui annonce la sortie de son album le 24 novembre. Une semaine plus tard, il sort le single Ma fierté en featuring avec Gims et Alonzo. À partir du 10 novembre, il sort une série de clips vidéo en plusieurs parties avec un scénario : Intuition sort le 10 novembre, Comme si de rien était, le 17 novembre, et Seconde chance, le 24 novembre.
Dadju sort la réédition de l'album Gentleman 2.0 avec 10 nouveaux titres le 5 octobre 2018.

## Clips vidéo
- Reine : 5 mai 2017
- Gentleman 2.0 (Intro) : 22 octobre 2017
- Ma fierté (feat. Alonzo & Maître Gims) : 27 octobre 2017
- Intuition : 10 novembre 2017
- Comme si de rien n'était : 17 novembre 2017
- Seconde chance : 24 novembre 2017
- Sous contrôle (feat. Niska) : 21 janvier 2018
- Mafuzzy Style : 11 février 2018
- Bob Marley : 7 mars 2018
- Django (feat. Franglish) : 11 mai 2018
- Lionne : 29 août 2018
- Sans thème (Remix) (feat. Alonzo, Naza, MHD & Vegedream) : 5 octobre 2018
- Jaloux : 5 octobre 2018

## Accueil

### Classements
| Classement (2017-18)         | Meilleure position |
| ---------------------------- | ------------------ |
| Belgique (Flandre Ultratop)  | 74                 |
| Belgique (Wallonie Ultratop) | 10                 |
| France (SNEP)                | 1                  |
| Suisse (Schweizer Hitparade) | 35                 |
| Suisse (Charts Romandie)     | 9                  |

### Certifications
| Pays     | Organisme           | Certification       |
| -------- | ------------------- | ------------------- |
| Belgique | Ultratop            | Or                  |
| Suisse   | Schweizer Hitparade | Or[réf. nécessaire] |
| France   | SNEP                | 2 × Diamant         |

## Liste des titres
| No  | Titre                                        | Auteur                      | Compositeur(s)                | Durée |
| --- | -------------------------------------------- | --------------------------- | ----------------------------- | ----- |
| 1.  | Gentleman 2.0 (Intro)                        | Dadju                       | Dadju, Seysey                 | 2:12  |
| 2.  | Lionne                                       | Dadju                       | Dadju, Dany Synthé            | 3:45  |
| 3.  | Déjà trouvé                                  | Dadju                       | Dadju, Fbcool, Hcue           | 3:21  |
| 4.  | Oublie-le                                    | Dadju                       | Dadju, Buggati Beatz          | 3:22  |
| 5.  | Trouvez-la moi (feat. Fally Ipupa & KeBlack) | Dadju, Fally Ipupa, KeBlack | Dadju, Dany Synthé            | 5:52  |
| 6.  | Reine                                        | Dadju                       | Dadju, Seysey                 | 3.19  |
| 7.  | Jenny (feat. S.Pri Noir)                     | Dadju, S.Pri Noir           | Dadju, Seysey                 | 3:45  |
| 8.  | Bob Marley                                   | Dadju                       | Dadju, Seysey                 | 3:35  |
| 9.  | Sous contrôle (feat. Niska)                  | Dadju, Niska                | Dadju, Seysey                 | 3:03  |
| 10. | Déjà donné                                   | Dadju                       | Dadju, Seysey                 | 4:04  |
| 11. | J'ai dit non                                 | Dadju                       | Dadju, Seysey                 | 3:16  |
| 12. | Par amour (feat. Maître Gims)                | Dadju, Maître Gims          | Dadju, Double X               | 3:17  |
| 13. | Monica                                       | Dadju                       | Dadju, Fbcool, Hcue           | 3:19  |
| 14. | #PTD                                         | Dadju                       | Dadju, Maître Gims, Double X  | 3:47  |
| 15. | Django (feat. Franglish)                     | Dadju, Franglish            | Dadju                         | 4:09  |
| 16. | Intuition                                    | Dadju                       | Dadju, Spike Miller, StillNas | 3:07  |
| 17. | Ma fierté (feat. Alonzo & Maître Gims)       | Dadju, Alonzo, Maître Gims  | Dadju, Dany Synthé            | 3:17  |
| 18. | Comme si de rien n'était                     | Dadju                       | Dadju, Seysey                 | 3:55  |
| 19. | Seconde chance                               | Dadju                       | Dadju, Hugo Nogam, Stan-E     | 4:08  |

| 1.  | Comme à chaque fois                                      | Dadju                               | Dadju, MKL, BlackDoe                          | 3:58 |
| 2.  | Escort                                                   | Dadju                               | Dadju, Sheylley, Seysey, Hugo Nogam           | 3:12 |
| 3.  | Une fois mais pas deux                                   | Dadju                               | Dadju, Stan-E Music                           | 3:24 |
| 4.  | Mafuzzy Style                                            | Dadju                               | Dadju, Seysey, Cédric Lutumba, Emeric Mahonza | 3:30 |
| 5.  | Jaloux                                                   | Dadju                               | Dadju, Stan-E Music                           | 3:54 |
| 6.  | Mon cœur à ta taille (feat. Kalash)                      | Dadju, Kalash                       | Dadju, MKL                                    | 3:56 |
| 7.  | Sans thème                                               | Dadju                               | Dadju, MKL, Yannick Peraste                   | 4:12 |
| 8.  | Sans thème (Remix) (feat. Alonzo, MHD, Naza & Vegedream) | Dadju, Alonzo, MHD, Naza, Vegedream | Dadju, MKL, Yannick Peraste                   | 4:20 |
| 9.  | Tu n'es pas moi                                          | Dadju                               | Dadju, Kore                                   | 3:30 |
| 10. | Christina                                                | Dadju                               | Dadju, Seysey                                 | 3:22 |
| 11. | Jaloux (Version acoustique)                              | Dadju                               | Dadju                                         | 3.59 |

## Titres certifiés en France
- Lionne  Platine[17]
- Déjà trouvé  Platine[18]
- Oublie-le  Diamant[19]
- Trouvez-la moi (feat. KeBlack & Fally Ipupa)  Platine[20]
- Reine  Diamant[2]
- Jenny (feat. S.Pri Noir)  Or[21]
- Bob Marley  Diamant[22]
- Sous contrôle (feat. Niska)  Or[23]
- J'ai dit non  Or[24]
- Par amour (feat. Maître Gims)  Diamant[25]
- #PTD  Or[26]
- Django (feat. Franglish)  Diamant[27]
- Intution  Or[28]
- Ma fierté (feat. Alonzo & Maître Gims)  Or[29]
- Comme si de rien n'était  Platine[30]
- Seconde chance  Or[31]
- Mafuzzy Style  Or[32]
- Jaloux  Diamant[33]
- Sans thème (Remix) (feat. Alonzo, Naza, MHD, Vegedream)  Or[34]
- Christina  Or[35]